# Сухой Еланчик (приток Мокрого Еланчика)
Сухо́й Ела́нчик (устар. Средний Еланчик) — река, протекающая по территории Украины (Донецкая область) и России (Ростовская область). Правый приток Мокрого Еланчика. Бассейн Азовского моря. Длина 77 км. Площадь водосборного бассейна 515 км². Уклон 1,0 м/км. Долина V-образная, шириной до 3 км. Пойма шириной до 200 м. Русло извилистое, шириной до 10 м. Используется для орошения, рыборазведения.

## География
Берёт начало возле посёлка городского типа Войковский. Пересекает Донецкий кряж и Приазовскую возвышенность. Протекает по территории Амвросиевского района Донецкой области Украины, Неклиновского и Матвеево-Курганского района Ростовской области России.

## Населённые пункты
Украина: Войковский (исток в черте посёлка), Ольгинское, Новоивановка, Ульяновское.
Россия: Шрамко, Краснодаровский, Вареник, Новосёловка, Екатериновка, Новоспасовский, Новопавловский, Ковыльный, Выселки, Григорьевка, Деркачева, Харьковский, Деркачев, Малофедоровка, Чекилев, Дейнекин, Фёдоровка, Никитин, Щербаково (устье на Мокром Еланчике).